# Szyszkowcowate
Szyszkowcowate, jaszczurki kolczaste (Cordylidae) — rodzina naziemnych jaszczurek z rzędu łuskonośnych (Squamata).

## Zasięg występowania
Rodzina obejmuje gatunki występujące we wschodniej i południowej Afryce.

## Charakterystyka
Długość głowy i tułowia od 5 do 20 cm, całkowita długość ciała wraz z ogonem do 40 cm (szyszkowiec olbrzymi). Charakteryzują się dużymi, dachówkowato nakładającymi się na siebie łuskami, zakończonymi grubymi, ostrymi i sterczącymi kolcami stanowiącymi ochronę przed napastnikami. Łuski na ciele tworzą regularne pierścienie. Ich rozsunięcie umożliwia jaszczurce celowe zaklinowanie się w szczelinie skalnej, co praktycznie uniemożliwia drapieżnikowi wyciągnięcie gada. Największe łuski pokrywają tył głowy i ogon. Brak zdolności do autotomii. Różnorodnie ubarwione, niektóre bardzo kolorowe. Pod tarczkami głowowymi i pod łuskami płytki osteodermalne. Język mały, zaokrąglony, pokryty brodawkami. Odnóża pięciopalczaste, zakończone pazurkami. U niektórych gatunków odnóża zredukowane do dwóch palców. Na tylnych kończynach otwory gruczołów udowych.

## Ekologia
Szyszkowcowate zamieszkują stepy i sawanny oraz tereny skaliste. Są głównie owadożerne, ale niektóre zjadają również rośliny. Aktywne w dzień. Są jajożyworodne, z wyjątkiem jajorodnego rodzaju Platysaurus.

## Systematyka
Do rodziny należą następujące podrodziny:
- Cordylinae Fitzinger, 1826
- Platysaurinae Stanley, Bauer, Jackman, Branch & Mouton, 2011